# 寡穗茅
寡穗茅（学名：Littledalea przevalskyi）为禾本科扇穗茅属下的一个种。

## 扩展阅读
維基物種上的相關：寡穗茅